# خوسيه لويس خيريز
خوسيه لويس خيريز (بالإسبانية: José Luis Jerez)‏ (26 يونيو 1978 بسانتياغو في تشيلي - ) هو لاعب كرة قدم تشيلي في مركز الوسط. شارك مع منتخب تشيلي لكرة القدم. أما مع النوادي، فقد لعب مع إثنيكوس وكولو-كولو ويونيون إسبانيولا ونادي بانسيريكوس وديبورتيفو نوبلينس ‏ ولاسيرينا ونادي كوبريلوا.

## وصلات خارجية
- خوسيه لويس خيريز على موقع قاعدة بيانات كرة القدم.إي يو (الإنجليزية)
- خوسيه لويس خيريز على موقع ناشيونال فوتبول تيمز (الإنجليزية)
- خوسيه لويس خيريز على موقع Soccerway.com (الإنجليزية)
- خوسيه لويس خيريز على موقع عالم كرة القدم.نت (الإنجليزية)